# Sergei Akimowitsch Malzow
Sergei Akimowitsch Malzow (russisch Сергей Акимович Мальцов; * 1771; † 1823 in Moskau) war ein russischer Unternehmer.

## Leben
Malzow war der Sohn des geadelten Glasfabrikanten und Gründers der Kristallglasfabrik in Gus Akim Wassiljewitsch Malzow und seiner adligen Frau Marija Wassiljewna Malzowa. Nach dem Tode Akim Malzows 1785 kaufte seine Witwe von der Witwe Alexander Wassiljewitsch Malzows die Radizki-Glashütte und die Karatschewski-Glashütte bei dem Dorf Djatkowo und begann, die Produktion auszuweiten. Standesgemäß trat Sergei Malzow 1786 mit seinem jüngeren Bruder Iwan in St. Petersburg in das Leibgarderegiment zu Pferde ein. 1790 errichtete Marija Malzowa bei Djatkowo das Djatkowoer Glas- und Kristallglaswerk, das bereits 1796 den Ausstoß des Werkes in Gus erreichte.
Sergei Malzow nahm seinen Abschied als Kornett des Leibgarderegiments zu Pferde und führte in St. Petersburg mit alten Regimentskollegen das Leben eines Lebemanns mit Kartenspiel und Pferderennen. Seine Mutter wunderte sich über seinen Geldbedarf, schickte aber das verlangte Geld. 1802 heiratete er die Witwe Anna Sergejewna (1770–1820) des Premier-Majors P. I. Ladyschenski, Tochter des Fürsten Sergei Wassiljewitsch Meschtscherski mit Landbesitz in der Gegend von Rjasan, wo es auch Malzow-Fabriken gab. Über seine Frau war Malzow nun mit vielen Familien der Hocharistokratie verwandt. 1811 starb Ilja Ladyschenski, der sein reiches Erbe seiner Enkelin Alexandra Petrowna (1800–1831), Malzows Stieftochter und spätere Frau des Staatsrats S. P. Walujew, vermacht hatte. Der Stiefsohn Sergei Petrowitsch (1801–1810) war bereits gestorben. Malzow kaufte nun eine Reihe von Fabriken um die Guser Kristallglasfabrik herum und gründete in Kurlowo eine Glashütte mit schnell steigender Produktion. Napoleons Russlandfeldzug 1812 führte zu einer enorm gesteigerten Nachfrage nach Malzows Produkten. 1817 kaufte Malzow von seinem jüngeren Bruder Iwan Glashütten im Wladimir-Gebiet. 1819 reiste er mit seiner Frau zu deren Heilbehandlung nach Italien. Dort gelang es ihm, die Arbeit der italienischen Glasbläser und die Geheimnisse der venezianischen Meister kennenzulernen. Malzows Frau starb 1820 in Rom, nachdem sie den Winter in Florenz verbracht hatten.
Malzow hinterließ fünf Kinder. Sofja (1803–1836) heiratete 1828 den späteren Senator Stepan Dmitrijewitsch Netschajew (1792–1860) und starb an der Südküste der Krim an der Schwindsucht. Marija (1804–1878) heiratete den Staatsrat Pjotr Iwanowitsch Koloschin. Iwan (1807–1880) führte die väterlichen Unternehmen fort und betätigte sich als Literat und Diplomat. Natalja (1808–1823) starb früh. Sergei (1813–1838) studierte Philologe an der Kaiserlichen Universität Dorpat, wurde Magister und Privatdozent und starb in Frankreich. Ein Teil des Familienbesitzes wurde 1894 in die Usines Maltzoff integriert.